# 范更华
范更华（1957年—），男，汉族，福建福鼎人，中华人民共和国政治人物，福州大学副校长、党委委员，教授，博士生导师，第十一届全国政协委员。

## 生平
1980年毕业于福州大学；1984年取得中国科学院系统科学研究所硕士学位；1988年取得加拿大滑铁卢大学博士学位。
2008年，当选第十一届全国政协委员，代表教育界，分入第四十一组。